# Pferdemarkt (Güstrow)

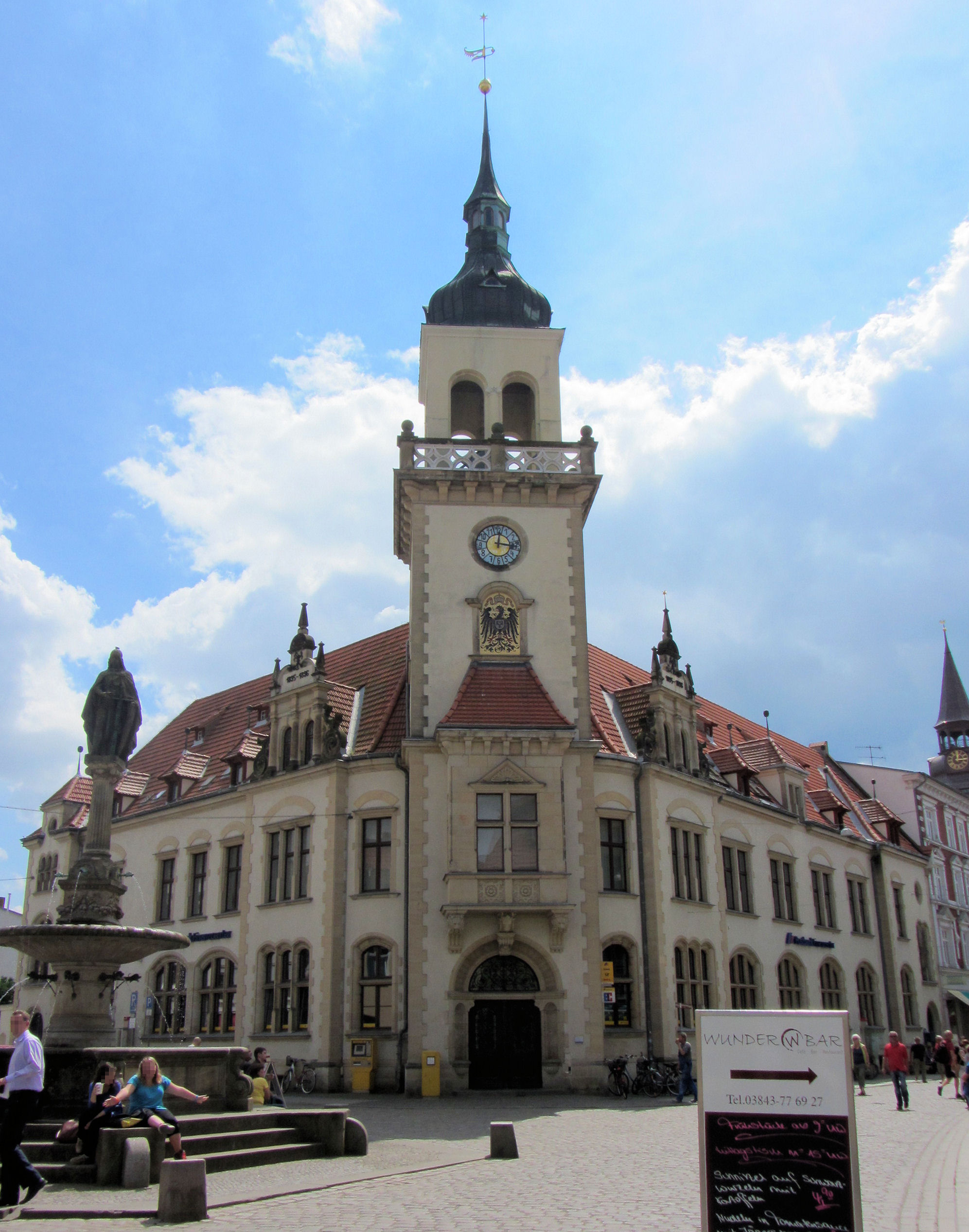
Nr. 56: Postamt

Der historische Pferdemarkt in Güstrow in der Altstadt im Stadtzentrum führt in Süd-Nord- und dann Ost-West-Richtung vom Markt bis zur Engen Straße und Baustraße in Osten bzw. zur Linden- und Feldstraße im Westen.

## Nebenstraßen

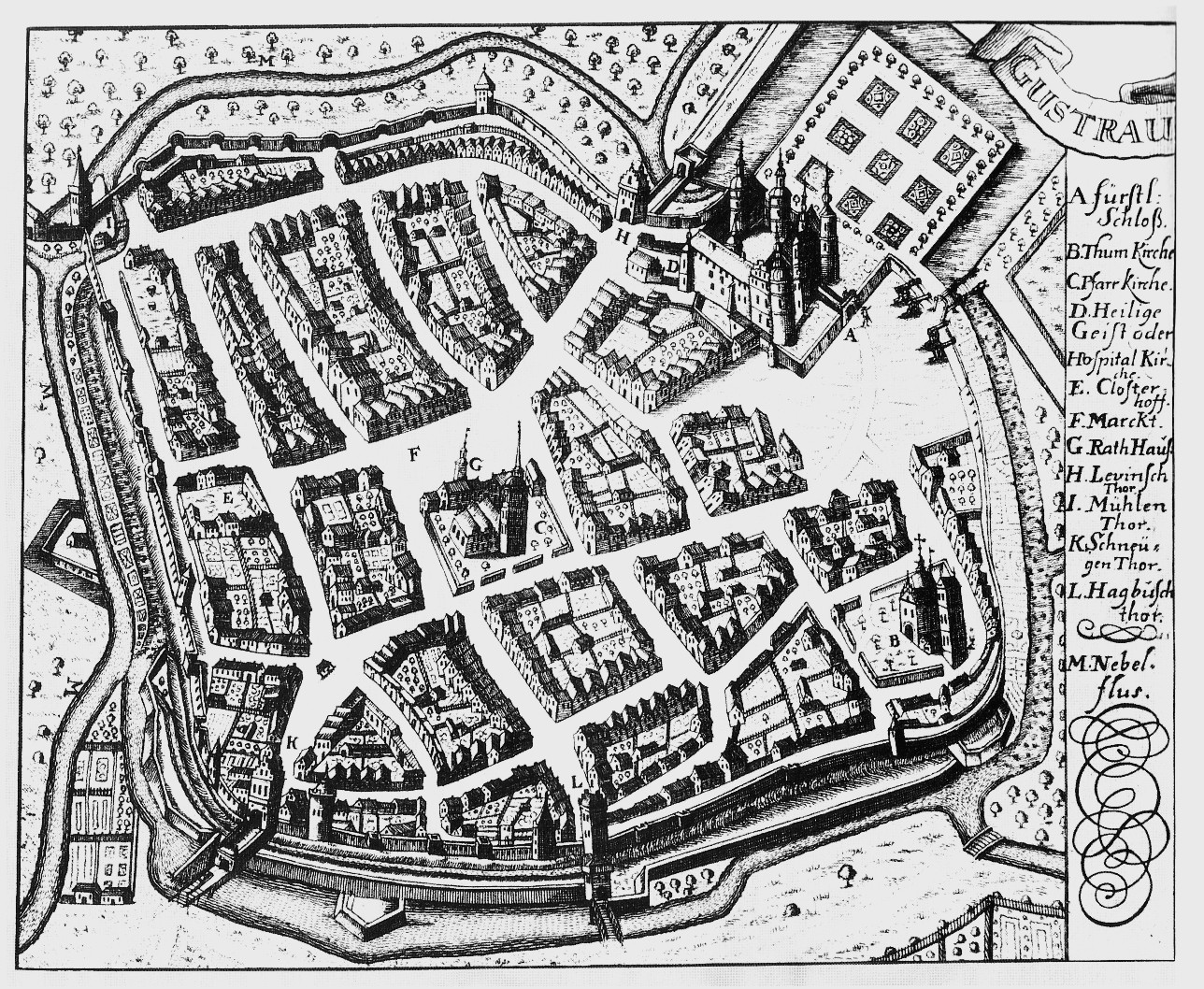
Güstrow 1706; Pferdemarkt unten links

Die Nebenstraßen und Anschlussstraßen wurden benannt als Markt, Baustraße nach dem Baugebiet für im Mittelalter siedelnde Ackerbürger, Enge Straße, Klosterhof nach dem 1620 abgebrannten Gebäude des Franziskanerklosters Güstrow (um 1512/17 bis um 1555), Tiefetal auf Grund des Gefälles zur Bleicherstraße, Sandstraße wohl nach der Bodenbeschaffenheit, Krönchenhagen, Wachsbleichenstraße nach einer Wachsbleiche zur Kerzenherstellung, Hageböcker Mauer nach dem Hagebusch (also der Hagebuche bzw. Hainbuche) und der Stadtmauer Güstrow, Neue Wallstraße von 1875 nach dem Wall der Befestigungsanlage (zeitweise Hindenburgwall bzw. 1945–1991 Karl-Marx-Straße), Lindenstraße nach dem Baum (Bundesstraße 104) und Feldstraße, wohin sie auch früher führte.

## Geschichte

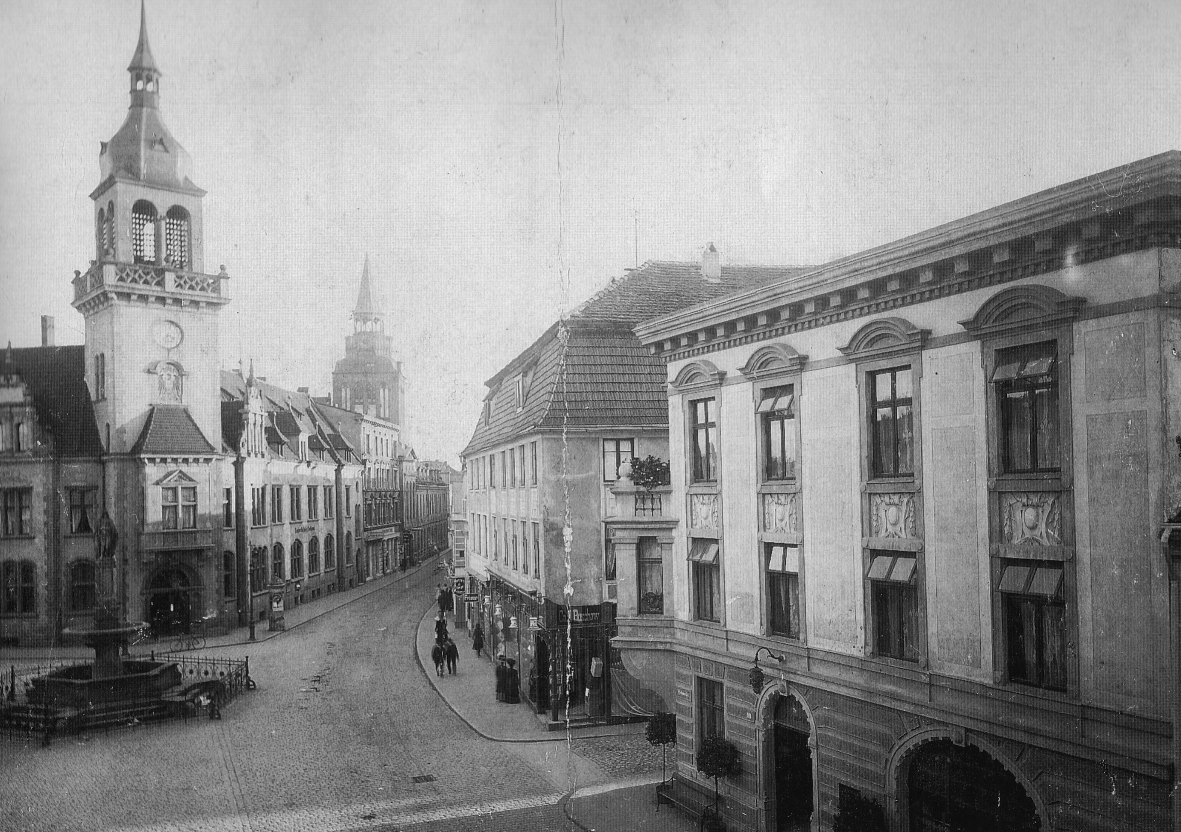
1905, Post und Straße

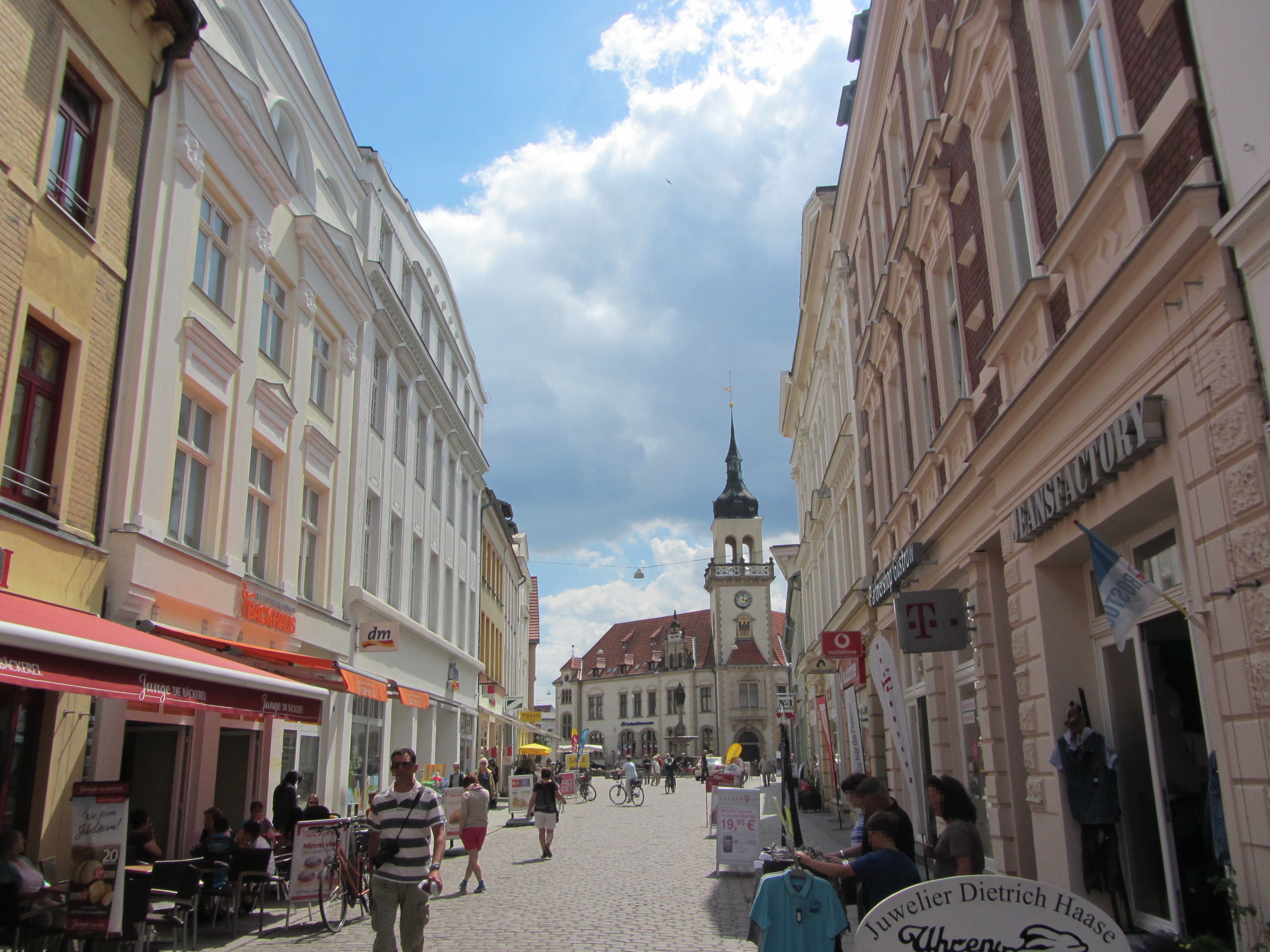
Straße und Post

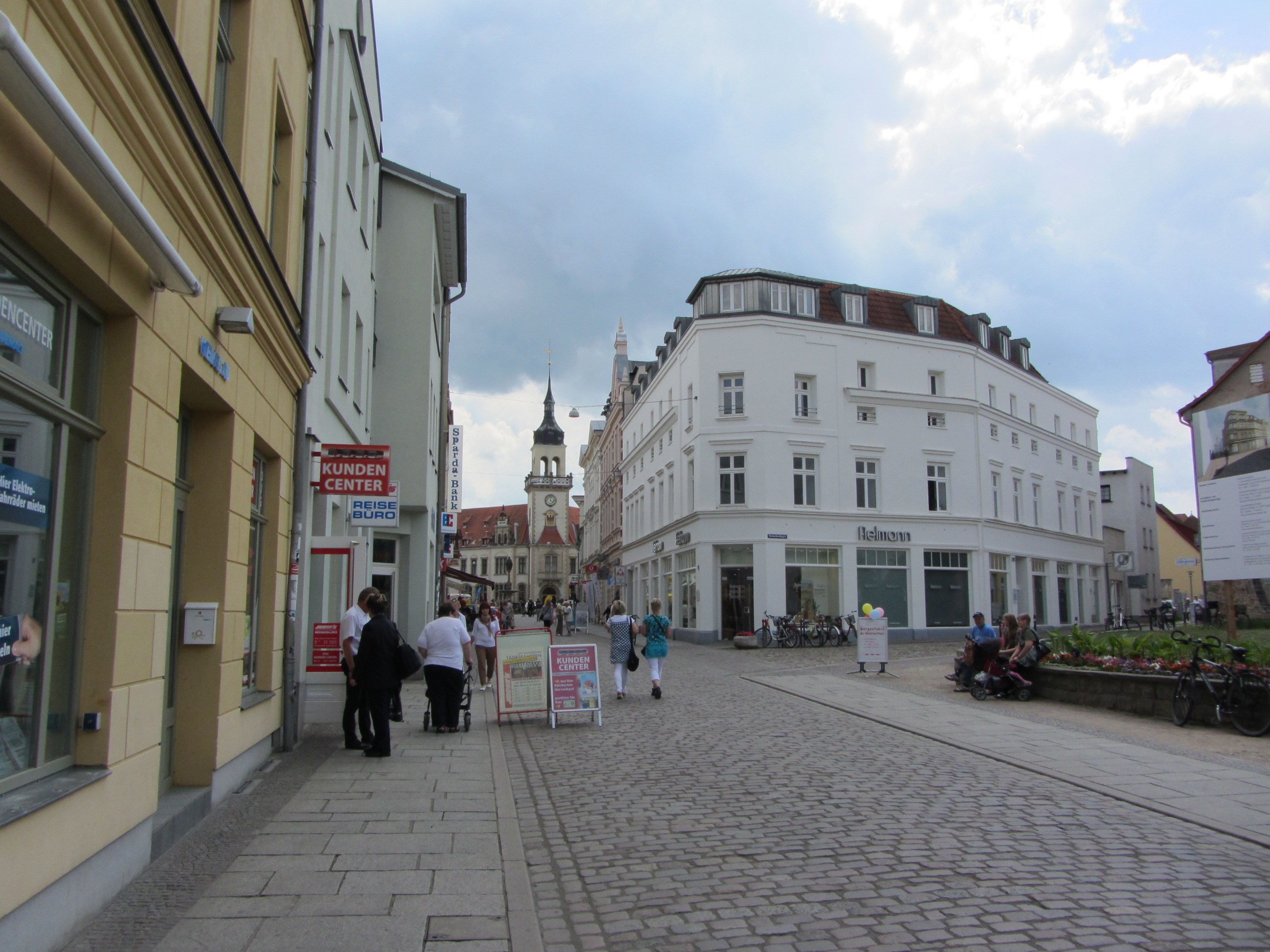
Links: ab Nr. 26ff; rechts: Straße Krönchenhagen und Nr. 16

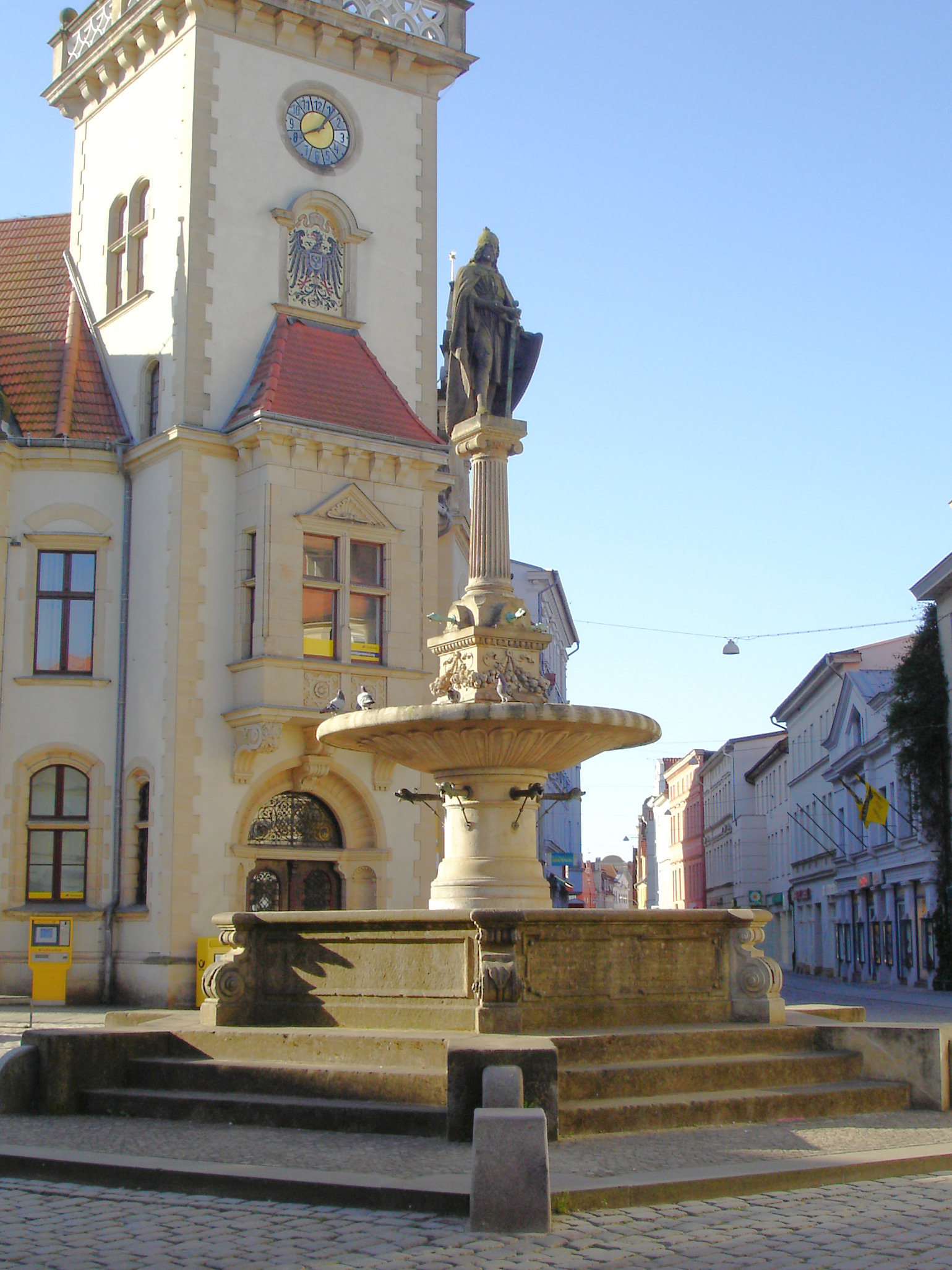
Borwinbrunnen

Der Platz bzw. die Straße wurde benannt nach dem mittelalterlichen 1270 erwähnten Pferdemarkt, einem früheren Viehmarkt. Von 1876 bis 1905 hieß der Pferdemarkt Schnoienstraße. Zur DDR-Zeit hieß sie ab 1951 bis 1991 Straße des Friedens.
Güstrow besteht seit um 1100 und war von 1229 bis 1436 sowie von 1556 bis 1695 Residenzstadt. Die slawische Burg und Schloss Güstrow prägten den Ort. Nach dem großen Stadtbrand von 1503 wurden viele Häuser neu erbaut.
Die zentrale Straße führte im Mittelalter vom Markt durch das kleine Schnoientor auf das freie Feld. Auf dem mittigen Platz soll ein Pranger gestanden haben. Hier fand später der Vieh- und Pferdemarkt statt. Nach dem Bau der Eisenbahn (1867, 1882, 1887) war sie die Hauptstraße vom Zentrum zum Bahnhof, so dass sie sich zu einer wichtigen Einkaufsstraße entwickelte. 1896 wurde das für den Platz dominante kaiserliche Postamt Güstrow gebaut.
Ab 1991 wurde die historische Altstadt als früheres Nationales Flächendenkmal und nun Modellstadt der Städtebauförderung saniert, und so auch die Straße und viele Häuser.

## Gebäude, Anlagen (Auswahl)
An der Straße stehen zumeist zwei- bis dreigeschossige Häuser. Die mit (D) gekennzeichneten Häuser stehen unter Denkmalschutz.
Markt bis Sandstraße
- Nr. 1: 3-gesch. historisierendes Wohn- und Geschäftshaus (D), heute mit Drogerie
- Nr. 2: 2-gesch. Geschäftshaus
- Nr. 3/4: 3-gesch. Geschäftshaus
- Nr. 5: 3-gesch. saniertes Wohn- und Geschäftshaus (D)
- Nr. 6: 3-gesch. Wohn- und Geschäftshaus
- Nr. 7: 2-gesch. Haus, saniert Ende der 1990er Jahre
- Nr. 8/9, Ecke Sandstraße: 3-gesch. 9-achsiges Wohn- und Geschäftshaus (D) mit Mansarddach, saniert Anfang der 1990er Jahre
- Nr. 52/56: Siehe unten bei Postamt
- Nr. 57: 3-gesch. Wohn- und Geschäftshaus
- Nr. 58, Ecke Markt 2/3: 3-gesch. 16-achsiges früheres Hotel Stadt Güstrow (D) mit Saal und Mansarddach, ab 1776 Müller’sches Gasthaus, 1836 Hotel Erbgroßherzog daneben Hotel Stadt Hamburg, um 1910 Abriss beider Häuser, 1912 Neubau Hotel Erbgroßherzog, 1925: hinterer Anbau als Saal mit 1000 Plätzen und kleinerer Saal (u. a. Kino Capitol) sowie Umbau für das Kaffee Borwin an der Ecke, 1945 Leerstand, Anfang 1950er Jahre Hotel-Zachow und dann Enteignung, danach HO-Hotel Stadt Güstrow, nach 1991 teilweise saniert, später Hostel, heute hostel & pension mit Einkaufsmarkt

Südseite bis Lindenstraße
- Nr. 10: 3-gesch. neoklassizistisches Wohn- und Geschäftshaus (D), früher 2-gesch. Gasthaus, um 1906 Neubau als Hotel Germania und Germania-Diele mit ständiger Vergrößerung bis zur Sandstraße; um 1928 verkauft an das Finanzamt, ab 1928 Filiale des Landesfinanzamts Mecklenburg-Lübeck, 1945 bis um 1991 Finanzamt, heute mit VR-Bank
- Nr. 11: 2-gesch. Wohn- und Geschäftshaus mit Borwin-Apotheke
- Nr. 13/14: 3-gesch. Wohn- und Geschäftshaus (D)
- Nr. 15: 3-gesch. Wohn- und Geschäftshaus (D)
- Nr. 16: 3-gesch. Wohn- und Geschäftshaus
- Nr. 17/18: 4-gesch. neueres Wohn- und Geschäftshaus von 2014 mit OstseeSparkasse-Rostock-Filiale
- Nr. 19: 2-gesch. Wohn- und Geschäftshaus (D)
- Nr. 20: 2-gesch. Wohn- und Geschäftshaus
- Nr. 21: 2- und 3-gesch. klassizistisches saniertes Wohn- und Bürohaus (D), Eckhaus am Wall
- Wallanlagen mit Stadtgraben

Nordseite von West nach Ost
- Nr. 22: 3-gesch. Wohn- und Geschäftshaus (D), Eckhaus am Wall mit Restaurant, saniert Ende der 1990er Jahre
- Nr. 23: 3-gesch. Wohn- und Geschäftshaus mit OstseeSparkasse Rostock, saniert in den 1990er Jahren
- Nr. 24b: 3-gesch. Wohn- und Geschäftshaus (D)
- Nr. 25: 3-gesch. Wohn- und Geschäftshaus mit Pension und Café
- Nr. 26: 3-gesch. Wohn- und Geschäftshaus (D)
- Nr. 27: Wohnhaus
- Nr. 28: 3-gesch. ehemaliger Speicher, dann Geschäftshaus (D), seit um 1856 Gasthaus, um 1900 Gartenrestaurant Zu den drei Raben, zur DDR-Zeit Ponnybar und dann HO-Restaurant Broiler-Bar, 1993–97 Dresdner Bank, heute  mit Sparda-Bank
- Nr. 29: 3-gesch. Wohn- und Geschäftshaus von um 1900
- Nr. 30: 3-gesch. historisierendes Wohn- und Geschäftshaus von um 1900 mit markanter Gesimsausbildung
- Nr. 31: 3-gesch. Wohn- und Geschäftshaus (D)
- Nr. 32: 4-gesch. ehemaliges Kaufhaus (D); hier wohnte der niederdeutsche Schriftsteller John Brinckman (1814–1870)
- Nr. 33: 3-gesch. Wohn- und Geschäftshaus
- Nr. 34: 3-gesch. Wohn- und Geschäftshaus mit Café Borwin
- Nr. 35: 3-gesch. (neo)klassizistisches Wohn- und Geschäftshaus, früher mit Speicher (D), markantes Rundbogen-Fenster
- Nr. 36: 3-gesch. Wohn- und Geschäftshaus (D)
- Nr. 37: 2-gesch. Wohn- und Geschäftshaus, Giebelhaus mit Fachwerkelementen, saniert Mitte der 1990er Jahre
- Nr. 38: 3-gesch. Wohn- und Geschäftshaus mit Restaurant Zur Post
- Nr. 41/42: 2-gesch. Wohn- und Geschäftshaus (D), heute mit Citibank
- Klosterhof Nr. 1: 2-gesch. 13-achsiges historisierendes Finanzamt Güstrow mit Mezzaningeschoss (D)

Südseite von Enge Straße bis Post
- Nr. 47: Wohn- und Geschäftshaus (D)
- Nr. 48: Giebelständiges verklinkertes Wohn- und Geschäftshaus (D)
- Nr. 50: Wohn- und Geschäftshaus mit Hofgebäude (D)
- Nr. 51: 2-gesch. Wohn- und Geschäftshaus mit Hofgebäude (D)
- Nr. 52: 2-gesch. Wohnhaus (D), heute mit Postbank
- Nr. 54–56: 2-gesch. historisierendes saniertes kaiserliches Postamt Güstrow von 1896 (D) mit Hofgebäude
  - 5-gesch. Eckturm mit achteckigem zwiebelförmigen Helm, Laterne und Wetterfahne, 1956 saniert mit Schieferdeckung, 1884 saniert mit Kupferdeckung, 1995 erneut saniert

### Denkmale

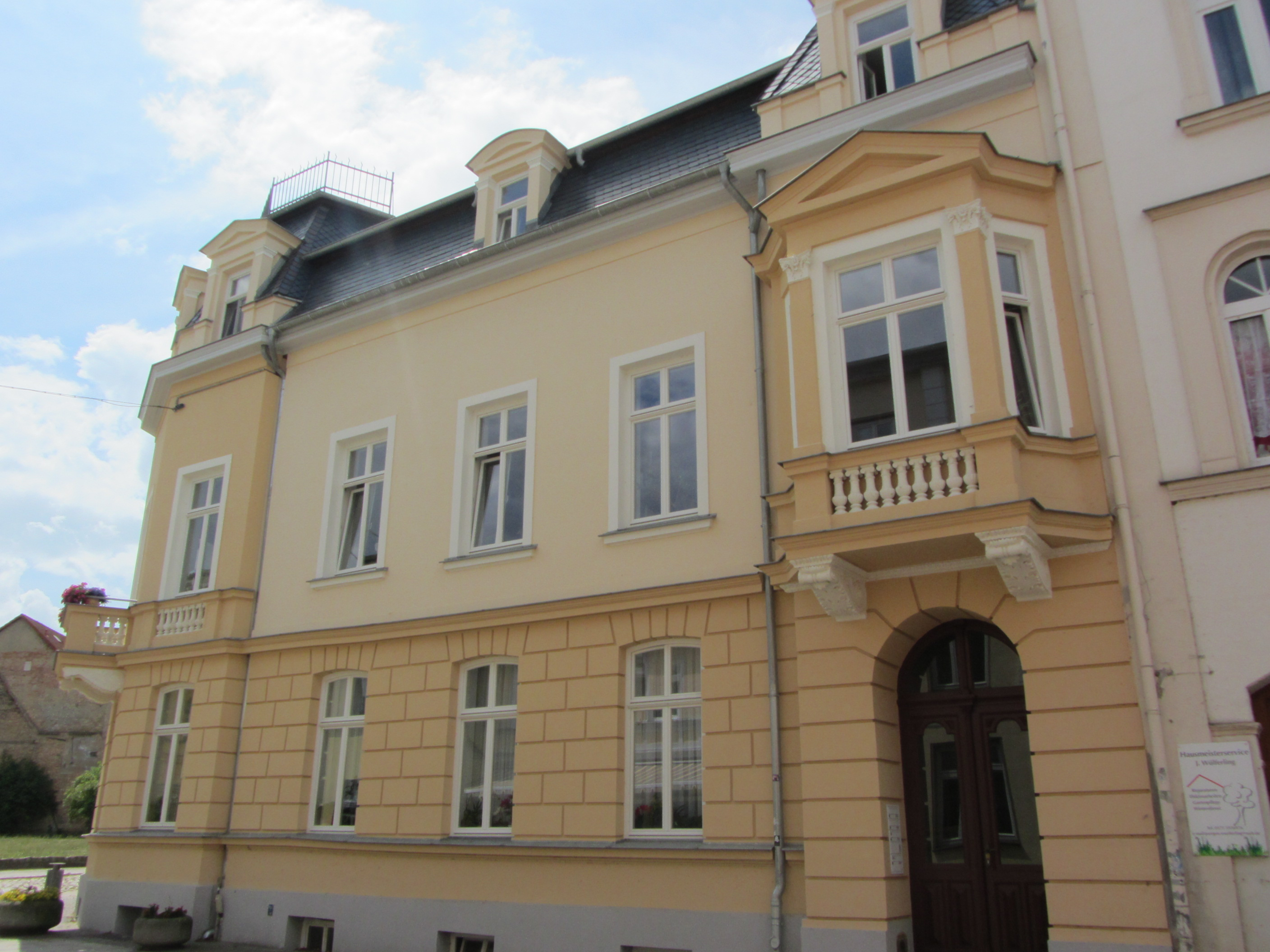
Nr. 19
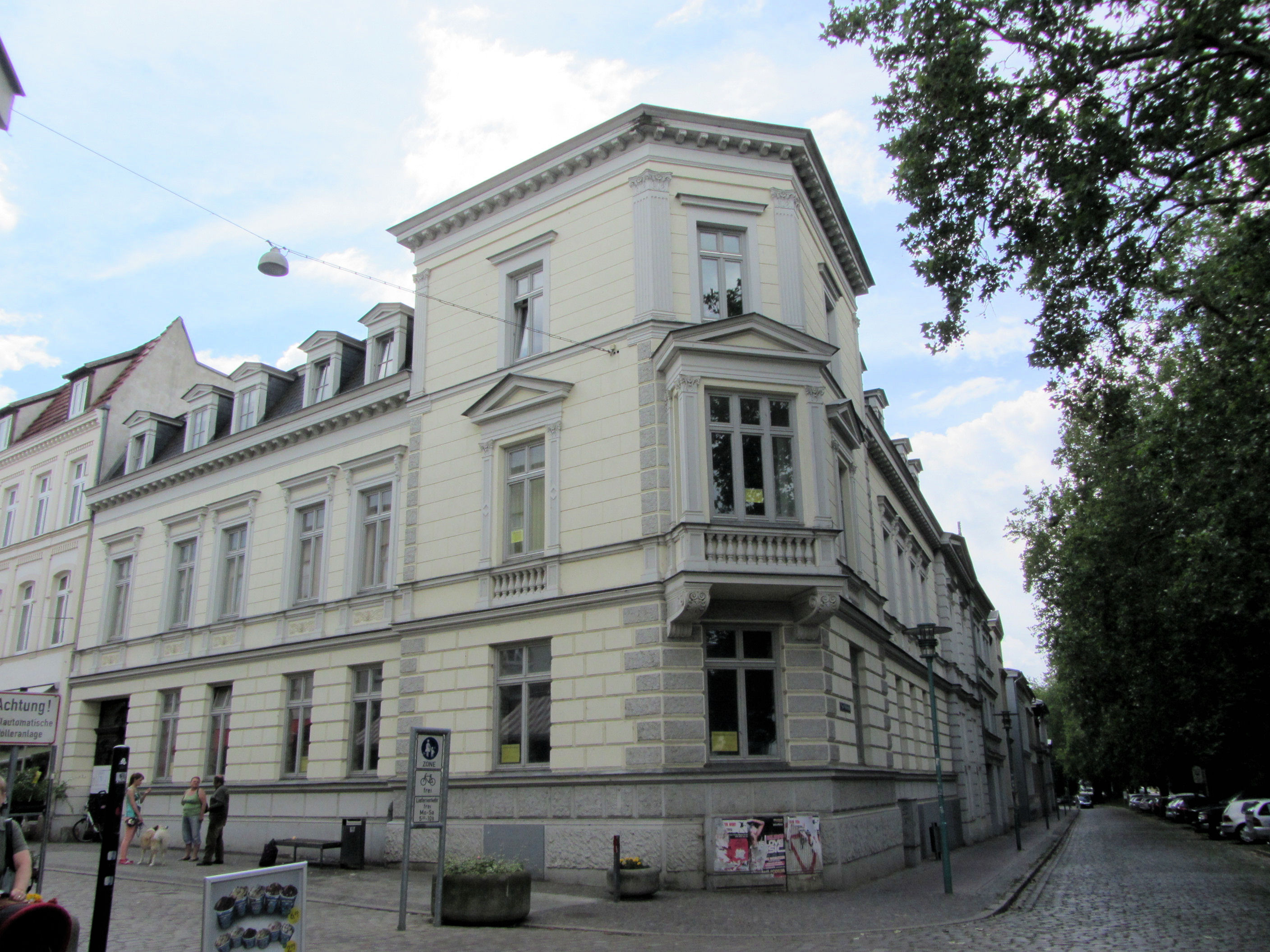
Nr. 21
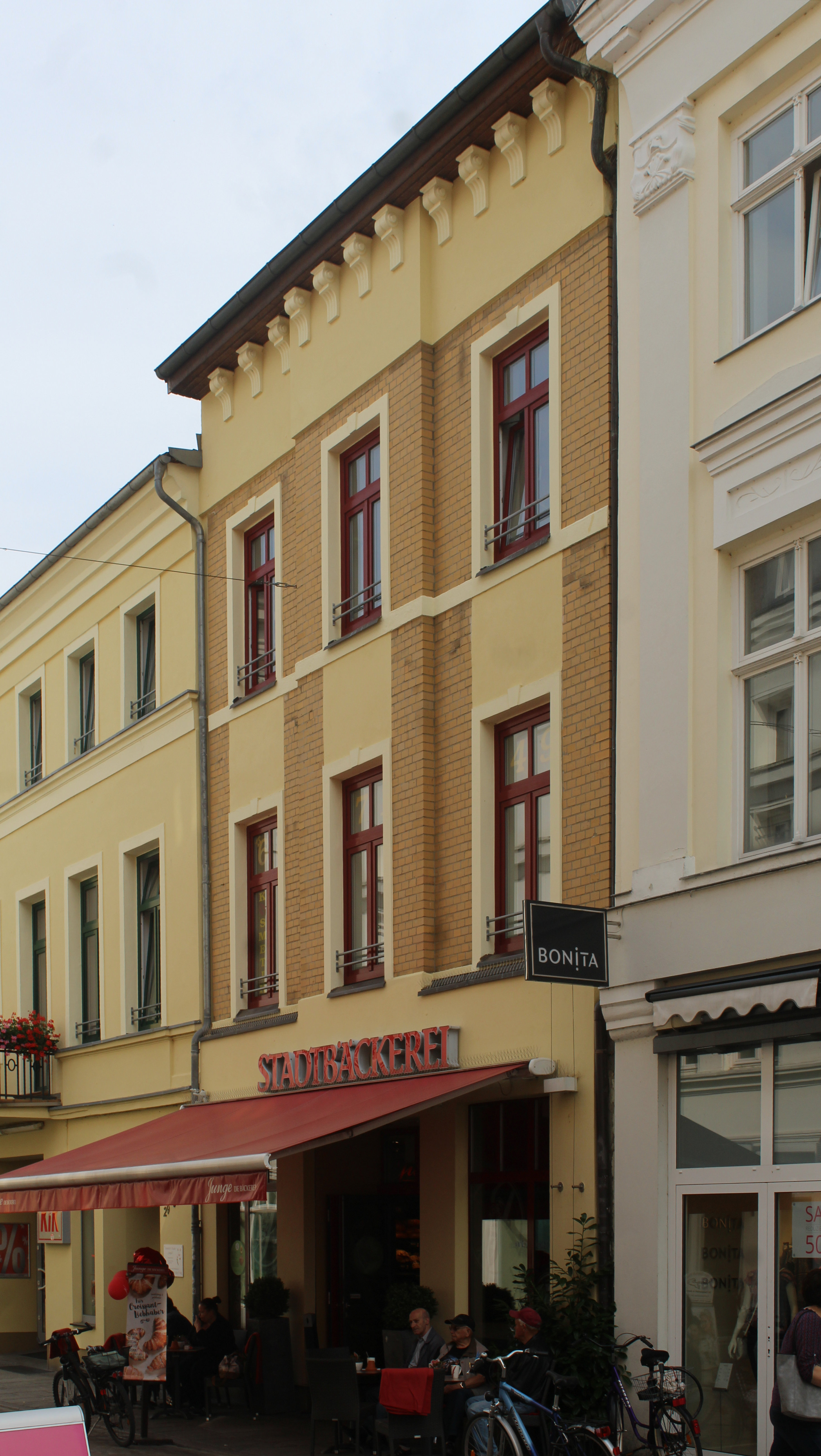
Nr. 29 und 30
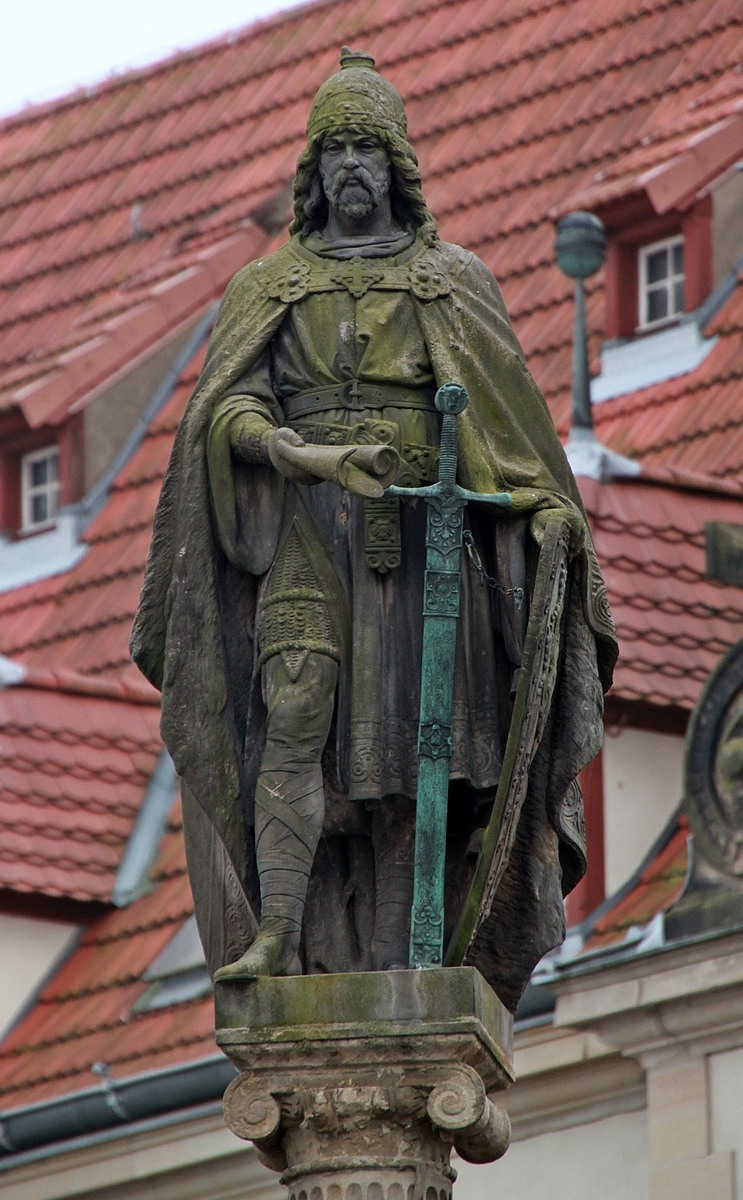
Borwinbrunnen mit der Statue von Heinrich Borwin II. (1170–1226), Fürst zu Mecklenburg, Herr zu Rostock und Begründer der Stadt Güstrow, Statue von 1889 von Richard Thiele, Silvester 2017/18 beschädigt durch Sprengstoffexplosion.